# Miguel Castro Castro-gevangenis
De Miguel Castro Castro-gevangenis is een beruchte gevangenis in Peru. De gevangenis staat bekend als het onderkomen voor zware misdadigers en is gelegen in San Juan de Lurigancho, een arm gedeelte van Lima.
In de gevangenis zitten criminelen uit de georganiseerde misdaad en guerrilla-bewegingen als het Lichtend Pad en Tupac Amaru. Er worden zo'n 4000 gevangenen gehuisvest. Ook de Nederlander Joran van der Sloot zat vast in deze gevangenis.
De omstandigheden zijn zoals in meerdere gevangenissen in Peru, naar westerse maatstaven, slecht. Cellen zijn onverwarmd, ondanks de lage buitentemperaturen, en hebben geen stromend water. Er komt veel geweld voor en ook wordt sommige gevangenen medische hulp ontzegd.
Zondag is bezoekdag voor mannen. Op woensdag en zaterdag mag het vrouwelijke bezoek naar binnen. De gevangenis heeft een eigen voetbalteam dat tegen andere gevangenen van over de hele wereld speelt.